# Crotalaria rhodesiae
Crotalaria rhodesiae är en ärtväxtart som beskrevs av Baker f.. Crotalaria rhodesiae ingår i släktet sunnhampor, och familjen ärtväxter. Inga underarter finns listade i Catalogue of Life.